# Aldona Romanowicz
Aldona Romanowicz, znana również jako Aldona Nebelska-Romanowicz (ur. 16 maja 1909, zm. 17 czerwca 2009 w Warszawie) – polska malarka, konserwator sztuki.

## Życiorys
Studiowała na Wydziale Sztuki wileńskiego Uniwersytetu Stefana Batorego, a następnie na Wydziale Sztuk Pięknych Uniwersytetu Mikołaja Kopernika w Toruniu. Była uczennicą Bronisława Jamontta i Jerzego Hoppena. Od 1946 należała do Stowarzyszenia Historyków Sztuki, w późniejszym czasie została członkiem Związku Polskich Artystów Plastyków. Współtworzyła Ogólnopolską Sekcję Konserwacji i była przez wiele lat członkiem jej Zarządu. Współpracowała lub należała do stowarzyszeń konserwatorskich działających w kraju i za granicą. Zawodowo była związana z Naczelną Dyrekcją Muzeów i Ochrony Zabytków, Ministerstwem Kultury i Sztuki, PP PKZ i Muzeum Narodowym w Warszawie, gdzie była kierownikiem Pracowni Konserwacji Sztuki Średniowiecznej.
Autorka i współtwórczyni wielu opracowań i publikacji dotyczących konserwacji sztuki. Uczestniczyła w wystawach i wydarzeniach związanych z pracami konserwatorskimi. W wolnym czasie malowała, najczęstszą tematyką jej prac były pejzaż, sceny rodzajowe i portrety.
Artystka była żoną Walentego Romanowicza (1911–1945).

## Odznaczenia
Za wkład w rozwój polskiej kultury i sztuki została odznaczona Krzyżem Kawalerskim Orderu Odrodzenia Polski, Srebrnym Krzyżem Zasługi, a także Złotą odznaką „Za opiekę nad zabytkami”.